# 福田八之助
福田八之助（ふくだ はちのすけ)(文政11年（1826年）- 明治12年8月14日（1879年））とは日本の柔術家である。号は柳儀斎。福田柳儀斎源正儀　享年52。天神真楊流、入門以前に秩父地方で盛隆した気楽流、奥山念流の免許皆伝を持つ。

## 経歴
武蔵国秩父郡本野上村大字袋（現・埼玉県秩父郡長瀞町大字本野上）の生まれである。
本名は持田千代吉で後に福田八郎右衛門の養子となり福田八之助と改名する。
少年期、奥山念流に入門し柔術を学ぶ。また秩父大宮で盛んだった気楽流の稽古場にも通い両流派を極めた。
嘉永四年（1851年）（乃至5年）24歳の春に江戸へ出て神田お玉ヶ池天神真楊流の磯正智（三代目）に弟子入りした。
30歳の春に磯正智から幕府の講武所師範にならないかと勧められたが、百姓は講武所師範にはなれなかった。
そこで、磯正智が妻の縁者の福田八郎右衛門（野州都賀郡日光山内取締の家系）（下野国下都賀郡引田村の郷士、福田誠好斎義典）に頼み持田を養子とした。
これにより持田は福田八之助を名乗り安政6年（1858年）31歳で幕府講武所の柔術師範となり、文久２年（1862年）９月に柔術部門が廃止されるまで、柔術師範を務めた。（ただし、講武所師範の名簿には福田の名称は見当たらない。）
講武所師範の閉鎖後に日本橋の大工町と、文久2年（1862年）芝神明町に天神真楊流の道場を開き、江戸勤番の藩士や町奴らの門弟の指導をした。
明治6年6月（1873）には、下谷五條町町（（現）上野公園）で、磯正智、磯正信、素行、井上敬太郎らと柔術の撃剣興行に参加、
明治8年10月（1875）に浅草寺金龍山に縦６尺横12尺の大額を奉納。
講道館柔道の創始者嘉納治五郎の師として有名である。嘉納治五郎は明治10年（1877）に入門
明治12年8月14日　脳溢血にて51歳にて逝去。本郷駒込吉祥寺に嘉納治五郎ら門弟により埋葬。
福田道場は、遺族の要望により嘉納治五郎に継承され、同所で門弟を指導。